# 포르 투 아모르
《포르 투 아모르》(스페인어: Por tu amor)은 1999년 방영된 멕시코의 텔레노벨라이다.